# Simona Stašová
Simona Stašová (nacida el 19 de marzo de 1955) es una actriz checa de teatro, cine y televisión. Desde sus inicios en el teatro en 1976, ha actuado en numerosas obras y ha aparecido en diversos proyectos cinematográficos y televisivos. A lo largo de su carrera, Stašová ha sido galardonada en múltiples ocasiones por su destacada interpretación, tanto en su país natal como en el extranjero.

## Carrera
Stašová estudió en la Facultad de Teatro de Praga. Tras graduarse, debutó en 1976 en el Jihočeské divadlo en České Budějovice. Durante catorce años, desde 1977 hasta 1991, formó parte del elenco del prestigioso Divadlo E. F. Buriana en Praga.

## Vida personal
Stašová es hija de la actriz checa Jiřina Bohdalová y de Břetislav Staš. Ha estado casada en tres ocasiones: con el actor checo Pavel Trávníček, el profesor italiano Eusebio Ciccotti y el actor checo Pavel Skřípal. Stašová tiene dos hijos, Marek y Vojta, fruto de sus matrimonios con Ciccotti y Skřípal, respectivamente.

## Filmografía

### Películas
- Incomplete Eclipse (1982)
- Jako kníže Rohan (1983)
- Cosy Dens (1999)
- Divided We Fall (2000)
- Victims and Murderers (2000)
- Román pro ženy (2005)
- Men in Hope (2011)

### Televisión
- Youngest of the Hamr's Family (1975)
- Arabela (1979)
- Přítelkyně z domu smutku (1992)
- Místo nahoře (2004)
- Sebemilenec (TV film, 2013)

## Nominaciones
| Año  | Premio             | Categoría               | Resultado |
| ---- | ------------------ | ----------------------- | --------- |
| 2005 | Premios León checo | Best Supporting Actress | Nominado  |